# Công trình kiến trúc của Le Corbusier
Công trình kiến trúc của Le Corbusier, một đóng góp nổi bật cho Phong trào kiến trúc hiện đại  là một Di sản thế giới được UNESCO công nhận bao gồm 17 công trình, dự án xây dựng ở một số quốc gia của kiến trúc sư Pháp-Thụy Sĩ Le Corbusier. Những địa điểm này chứng minh cách kiến trúc Chủ nghĩa hiện đại được áp dụng để đáp ứng nhu cầu xã hội và thể hiện phạm vi toàn cầu của một kiến trúc sư và một phong cách kiến trúc.

## Danh sách
| Hình ảnh                                           | Số hiệu UNESCO | Tên                                        | Vị trí                             | Tọa độ                                              | Diện tích tài sản         | Vùng đệm                    |
| -------------------------------------------------- | -------------- | ------------------------------------------ | ---------------------------------- | --------------------------------------------------- | ------------------------- | --------------------------- |
| Tập tin:Villa-laroche-le-corbusier.jpg             | 1321-001       | Biệt thự La Roche và Biệt thự Jeanneret    | Pháp (Paris)                       | 48°51′6,696″B 2°15′55,26″Đ / 48,85°B 2,25°Đ         | 0,097 ha (0,24 mẫu Anh)   | 13,644 ha (33,72 mẫu Anh)   |
|                                                    | 1321-002       | Biệt thự nhỏ bên hồ Léman fr               | Thụy Sĩ (Corseaux)                 | 46°28′6,29″B 6°49′45,61″Đ / 46,46667°B 6,81667°Đ    | 0,04 ha (0,099 mẫu Anh)   | 5,8 ha (14 mẫu Anh)         |
|                                                    | 1321-003       | Khu nhà Frugès của Pessac                  | Pháp (Pessac)                      | 44°47′56,004″B 0°38′52,368″T / 44,78333°B 0,63333°T | 2.179 ha (5.380 mẫu Anh)  | 26.475 ha (65.420 mẫu Anh)  |
|                                                    | 1321-004       | Nhà Guiette                                | Bỉ (Antwerp)                       | 51°11′1,201″B 4°23′35,7″Đ / 51,18333°B 4,38333°Đ    | 0,0103 ha (0,025 mẫu Anh) | 6,7531 ha (16,687 mẫu Anh)  |
|                                                    | 1321-005       | Các ngôi nhà của Weissenhof-Siedlung       | Đức (Stuttgart)                    | 48°47′59,442″B 9°10′39,594″Đ / 48,78333°B 9,16667°Đ | 0,1165 ha (0,288 mẫu Anh) | 33,6213 ha (83,080 mẫu Anh) |
| Tập tin:VillaSavoye.jpg                            | 1321-006       | Villa Savoye và nhà nghỉ trong vườn        | Pháp (Poissy)                      | 48°55′27,923″B 2°1′42,038″Đ / 48,91667°B 2,01667°Đ  | 1,036 ha (2,56 mẫu Anh)   | 155,585 ha (384,46 mẫu Anh) |
|                                                    | 1321-007       | Immeuble Clarté                            | Thụy Sĩ (Genève)                   | 46°12′0,576″B 6°9′23,072″Đ / 46,2°B 6,15°Đ          | 0,15 ha (0,37 mẫu Anh)    | 1,8 ha (4,4 mẫu Anh)        |
| Tập tin:Paris - Immeuble Molitor (27313891952).jpg | 1321-008       | Immeuble Molitor                           | Pháp (Paris, Boulogne-Billancourt) | 48°50′36,204″B 2°15′4,644″Đ / 48,83333°B 2,25°Đ     | 0,032 ha (0,079 mẫu Anh)  | 57.113 ha (141.130 mẫu Anh) |
| Tập tin:La Cité Radieuse 01.jpg                    | 1321-009       | Khu nhà ở Unité của Marseille              | Pháp (Marseille)                   | 43°15′40,932″B 5°23′46,248″Đ / 43,25°B 5,38333°Đ    | 3,648 ha (9,01 mẫu Anh)   | 119,833 ha (296,11 mẫu Anh) |
|                                                    | 1321-010       | Xưởng sản xuất ở Saint-Dié fr              | Pháp (Saint-Dié-des-Vosges)        | 48°17′26,952″B 6°57′0,9″Đ / 48,28333°B 6,95°Đ       | 0,762 ha (1,88 mẫu Anh)   | 64,912 ha (160,40 mẫu Anh)  |
|                                                    | 1321-011       | Nhà Curutchet                              | Argentina (La Plata)               | 34°54′40,83″N 57°56′30,57″T / 34,9°N 57,93333°T     | 0,027 ha (0,067 mẫu Anh)  | 6,965 ha (17,21 mẫu Anh)    |
|                                                    | 1321-012       | Nhà nguyện Notre-Dame-du-Haut tại Ronchamp | Pháp (Ronchamp)                    | 47°42′16,164″B 6°37′14,808″Đ / 47,7°B 6,61667°Đ     | 2,734 ha (6,76 mẫu Anh)   | 239,661 ha (592,22 mẫu Anh) |
|                                                    | 1321-013       | Trại nghỉ Cabanon                          | Pháp (Roquebrune-Cap-Martin)       | 43°45′34,992″B 7°27′48,24″Đ / 43,75°B 7,45°Đ        | 0,198 ha (0,49 mẫu Anh)   | 176,172 ha (435,33 mẫu Anh) |
|                                                    | 1321-014       | Tổ hợp Chandigarh Capitol                  | Ấn Độ (Chandigarh)                 | 30°45′27″B 76°48′20″Đ / 30,7575°B 76,80556°Đ        | 66 ha (160 mẫu Anh)       | 195 ha (480 mẫu Anh)        |
| Tập tin:Sainte Marie de La Tourette 2007.jpg       | 1321-015       | Tu viện Sainte-Marie-de-la-Tourette        | France (Éveux)                     | 45°49′9,826″B 4°37′21″Đ / 45,81667°B 4,6225°Đ       | 17,923 ha (44,29 mẫu Anh) | 99,872 ha (246,79 mẫu Anh)  |
|                                                    | 1321-016       | Bảo tàng Quốc gia Mỹ thuật phương Tây      | Nhật Bản (Tokyo)                   | 35°42′55″B 139°46′33″Đ / 35,71528°B 139,77583°Đ     | 0,93 ha (2,3 mẫu Anh)     | 116,17 ha (287,1 mẫu Anh)   |
|                                                    | 1321-017       | Nhà văn hóa Firminy                        | Pháp (Firminy)                     | 45°22′59,484″B 4°17′20,641″Đ / 45,36667°B 4,28333°Đ | 2,601 ha (6,43 mẫu Anh)   | 90,008 ha (222,41 mẫu Anh)  |